# Das Veilchen vom Potsdamer Platz
Das Veilchen vom Potsdamer Platz ist ein Spielfilm mit Berliner Volksstückcharakter aus der Hand von J. A. Hübler-Kahla. Die Hauptrolle eines Blumenmädchens mit Herz und Berliner Schnauze spielte Rotraut Richter. Die Uraufführung fand am 16. November 1936 statt, der Film wurde für die Jugend freigegeben.

## Handlung
Die alte Gravelotte ist ein Droschkenpferd, das einst sogar im Krieg gedient hatte. Nun ist sie müde und klapprig und im Besitz von Vater Pietsch, einem Droschkenkutscher. Dieser schuldet dem Rossschlächter Oskar Knallkopp, der zugleich sein Vermieter ist, 230 Mark an Miete. Es liegt nahe, dass Gravelotte bald unter das Schlachtermesser kommen soll, um wenigstens einen Teil von Pietschens Mietschulden zu begleichen.
Doch da ist Mariechen Bindedraht, eine ebenso aufgeweckte wie kesse und mitfühlende Blumenverkäuferin vom Potsdamer Platz. Sie hat das Herz am rechten Fleck und versucht alles, um das ihr lieb gewonnene Tier vor seinem schrecklichen Schicksal zu bewahren. Vater Pietschs Droschkenstand befindet sich gleich neben ihrem eigenen Blumenstand, und man versteht sich gut. Zusammen mit dem nicht minder vorlauten und aufgeweckten Schuhputzer Fritz versucht das Blumenmädchen, Geld aufzutreiben, um Gravelotte, die derzeit als Pfand herhalten muss, wieder auszulösen.
Ihre mickrigen Ersparnisse hatte Mariechen bereits auf der Rennbahn verwettet, um mit dem erhofften Gewinn das Pferd zu retten – vergeblich. Immerhin ist es ihr gelungen, für Vater Pietsch einen neuen Untermieter aufzutreiben, der auch sofort und anstandslos zahlt. Doch dieser Mann, ein gewisser Otto Schnöcker, ist ein Gauner und Betrüger und versucht, zusammen mit seinem Kumpel Seidewind, regelmäßig Leute auszunehmen. Das nächste Opfer soll Hausbesitzer Knallkopp werden, dem Seidewind in der Rolle eines angeblichen Konsul Poppe, vorgeblich Chef einer Grundstücksverwertungsgesellschaft, gegen 5000 Mark Kaution den Posten eines Subdirektors anbietet. Währenddessen findet Schnöcker auch noch die Zeit, Pietschens Enkelin Rosa, eine Stenotypistin, anzubaggern. Die aber hat sich vor kurzem mit einem am Potsdamer Platz Dienst schiebenden Schupo namens Lemke angefreundet.
Als eines Tages nahezu alle beteiligten Personen sich zum Fest des Schwimmvereins „Nixen“, dem Rosa als Mitglied angehört, treffen, bringt Gravelotte in gemächlichem Trab auch Familie Knallkopp herbei. Schupo Lemke ist ebenfalls eingetroffen. Als Mitglied des Polizeischwimmvereins will er seine Kräfte mit den Schwimmern der Nixen messen. Lemke erkennt den soeben aus dem Gefängnis entlassenen Schnöcker und verweist ihn der Festveranstaltung. Wenig später geraten sich Schnöcker und sein „Subdirektor“ Knallkopp in die Haare, weil beide auf ein und dasselbe Mädchen, Rosa, ein Auge geworfen haben. 
Als am folgenden Tag Knallkopp Gravelotte endgültig zum Abdecken mitnehmen will, da Pietsch seine Miete noch immer nicht bezahlt hat, wirft sich Mariechen heldenhaft zwischen die beiden und beißt dem Hausbesitzer in die Hand. Die Polizei kann schlimmeres verhindern, als man Knallkopp wegen einer ganz anderen Sache zum Verhör mitnehmen will: Sein Untermieter Schnöcker hat die Nacht nicht in seinem Zimmer verbracht und ist wie vom Erdboden verschluckt. Die Situation ist ganz im Sinne Mariechens; hat sie doch in der vergangenen Nacht aus uneigennützigen Gründen für Schnöcker den Bodenschlüssel des Hauses organisiert, damit dieser sich über den Dächern von Berlin aus dem Staub machen kann. Mariechen ist voller Zweifel. War ihre Entscheidung richtig? Immerhin wird nun Knallkopp sogar des Mordes verdächtigt! Im Gespräch mit Gravelotte wägt sie das Für und Wider: „Woll‘n wa ihn uffhängen oda nich? Woll‘n wa mit‘n Mord uffs Jewissen weiterleben?“ Gravelotte schüttelt den Kopf, und Mariechen kullern vor soviel Tierweisheit die Tränen herunter. Ihre Entscheidung ist gefallen.
Am Ende entscheidet der lange Arm des Gesetzes. Schupo Lemke ist in der Zwischenzeit nicht untätig geblieben und hat Schnöcker wie auch seinen Kumpel Seidewind dingfest machen können. Knallkopp hat doppeltes Glück. Er wird als unschuldig entlassen und erhält sogar seine 5000 Mark Kaution zurück. Das größte Glück aber hat Gravelotte: aus Dankbarkeit erlässt Knallkopp Pietsch die Mietschulden, und der vierbeinige Kriegsveteran kann einem ruhigen Lebensabend auf Staatskosten mit Hafer satt entgegensehen.

## Produktionsnotizen
Gedreht wurde dieser beim Publikum ungewöhnlich erfolgreiche Film im August und September 1936 in den Berliner Stadtteilen Marienfelde und Tempelhof. Die Produktionsleitung zu diesem Film übernahm Otto Lehmann.
Das Veilchen vom Potsdamer Platz war der letzte Film Hübler-Kahlas in der NS-Zeit. Unmittelbar nach Ende der Dreharbeiten kam heraus, dass er seinen Ariernachweis gefälscht und die Reichsfilmkammer über die jüdischen Wurzeln seiner Mutter im Unklaren gelassen hatte.
Auch der Schauspieler Alfred Beierle durfte nach 1936 nicht mehr filmen. Angehörige der deutschen Botschaft in Den Haag hatten ihn im Herbst desselben Jahres in Das Veilchen vom Potsdamer Platz erkannt und sich beim Propagandaminister Joseph Goebbels darüber beschwert, dass Beierle noch immer im deutschen Film beschäftigt werde, obwohl er während eines vorübergehenden Aufenthaltes in den Niederlanden Kontakte zu dortigen Emigrationskreisen aufgenommen hätte.
Das Veilchen vom Potsdamer Platz war der größte Filmerfolg der Schauspielerin Rotraut Richter, die ihr Image als „Berliner Jöre“ vor allem mit diesem Volksstück begründet hatte.

## Kritik
Zwischen Bühne und Baracke nannte Das Veilchen vom Potsdamer Platz ein "Volksstück aus dem Kleine-Leute-Milieu".
6000 Filme, Kritische Notizen aus den Kinojahren 1945–58 bezeichnete den Film als „eine filmische Kostbarkeit aus der Frühzeit des Tonfilms“ und lobte die Leistung Rotraut Richters.
Im Lexikon des internationalen Films heißt es: „In Anlehnung an den Stil Charlie Chaplins entwickelt sich ein humorvolles Spiel, das bisweilen rührselig ist, aber nie ins Plump-Sentimentale abgleitet.“
Ikdb.de befand den Film als "lustig, unterhaltsam und amüsant".